# Something Beautiful (Album)
Something Beautiful (englisch für „Etwas Schönes“) ist das neunte Studioalbum der US-amerikanischen Sängerin Miley Cyrus, das im Mai 2025 erschien und von einem gleichnamigen Musikfilm begleitet wurde.

## Entstehung und Veröffentlichung
Cyrus gab bereits im November 2024 bekannt, dass sie an einem neuen Album mit dem Titel Something Beautiful arbeiten würde. Am 17. März 2025 begann die Sängerin damit ihr kommendes Album anzukündigen, indem sie ihre Bilder in den sozialen Medien und ihrem Internetauftritt aktualisierte und das Projekt durch Plakate auf der ganzen Welt ankündigte. Ursprünglich plante sie, eine Reihe von intimen Aufführungen des Albums in „visuell ansprechenden Räumen“ wie Wäldern zu veranstalten, aber sie gab diese Idee zugunsten des visuellen Films auf, den sie als ihre „Art zu touren“ beschrieb. Eine Woche später kündigte sie die Veröffentlichung offiziell an. Am 31. März 2025 feierte das visuelle Video zu Prelude seine Premiere; es wurde von Cyrus, Bixenman und Walter gedreht. Am selben Tag wurde auch das Musikvideo zum Titellied veröffentlicht. Auf Plakatwänden am Times Square in New York City wurde die Veröffentlichung des weiteren Titels End of the World, mit einem auf Cyrus’ Internetauftritt veröffentlichten Teaser-Videos angepriesen. Im darauffolgenden Monat stellte Cyrus, bei einem kleinen Auftritt in der Casa Cipriani in New York City, die Ballade More to Lose vor. Spotify veranstaltete am 6. Mai für eine begrenzte Anzahl von Fans in New York City die Veranstaltung „An Evening with Miley Cyrus“, bei der das Album gehört und ein Film gezeigt wurde. Am 19. Mai desselben Jahres enthüllte sie die Titelliste des Albums. Am 21. Mai wurde ihr Interview mit Zane Lowe für Apple Music veröffentlicht. Am folgenden Tag trat sie bei Jimmy Kimmel Live! auf, wo sie More to Lose performte. Am 27. Mai gab sie ein Privatkonzert im Chateau Marmont Hotel in Los Angeles für ausgewählte Fans, die sie auf TikTok entdeckt hatte, wo sie More to Lose, Easy Lover, Flowers, The Climb und End of the World aufführte. Eine bearbeitete Version der Howard-Kollaboration Walk of Fame wurde am 28. Mai veröffentlicht.
Die Erstveröffentlichung des Albums erfolgte schließlich am 30. Mai 2025 bei Columbia Records. Das Album erschien in seiner Originalausführung zum Download und Streaming sowie physisch als CD (Katalognummer: 19802915912) und LP (Katalognummer: 19802901221). Das Coverartwork wurde von Glen Luchford fotografiert und zeigt Cyrus in Thierry Mugler Couture aus dem Jahr 1997, was als „markante Anspielung“ auf die „kühne“ Ästhetik und visuelle Erzählweise des Albums beschrieben wurde.
Something Beautiful setzt sich aus 13 Liedern zusammen, die alle von der Interpretin selbst, zusammen mit wechselnden Komponisten, Liedtextern und Musikproduzenten, geschrieben und produziert wurden. Darunter namhafte Musiker wie Bibi Bourelly, Kid Harpoon oder auch Ryan Tedder. Als Gastmusiker treten unter anderem Naomi Campbell und Brittany Howard auf.

## Inhalt und Stil
Inspiriert von Pink Floyds The Wall (November 1979), beschrieb Cyrus das Album als ein visuelles Album, das sich um die Heilung von Traumata und die Suche nach Schönheit in den dunkelsten Momenten des Lebens dreht. Weiter beschrieb sie es als „hypnotisch“, geschaffen als „ein Versuch, eine kranke Kultur durch Musik zu behandeln“. Die Themen des Albums drehen sich um Schönheit, Tod, Psychedelik, Unbeständigkeit, Herzschmerz und Zerstörung. Als sie über die thematische Inspiration für das Album sprach, sagte sie: „Die schlimmsten Zeiten in unserem Leben haben einen Punkt der Schönheit. Sie sind der Schatten, sie sind die Kohle, sie sind die Schattierungen. Man kann kein Gemälde ohne Glanzlichter und Kontraste haben.“
Something Beautiful beginnt mit Prelude, einem existenziellen gesprochenen Intro, das von elektronischen Instrumenten unterstützt wird. In ihren Texten beschreibt Cyrus die Erfahrung, Schönheit in flüchtigen Momenten einzufangen, erforscht existenzielle Gedanken und kontempliert die Dualität von Schönheit. Der Namensgeber beginnt als alternative R&B-Ballade mit Soul- und Jazz-Einflüssen. Im Refrain „explodiert“ das Lied zu experimentellem Rock und psychedelischem Pop, unterstrichen durch Cyrus' verzerrten Gesang. End of the World ist eine von Disco inspirierter Titel über Sterblichkeit und Eskapismus im Angesicht der unvermeidlichen Apokalypse. Das Lied erforscht die „Gegenüberstellung zwischen dem Glück, mit jemandem zusammen zu sein, den man liebt, und der Welt, die um einen herum zusammenbricht“. More to Lose ist eine ‚cineastische‘ Ballade mit Gitarre, Klavier und Streicherinstrumenten; der instrospektive Text reflektiert über eine gescheiterte Beziehung.
| #   | Titel                                               | Autoren | Länge |
| --- | --------------------------------------------------- | --- | ----- |
| 1.  | Prelude                                             | Miley Cyrus, Maxx Morando, Cole Haden, Shawn Everett, Jonathan Rado, Michael Pollack                                                           | 2:35  |
| 2.  | Something Beautiful                                 | Miley Cyrus, Maxx Morando, Max Taylor-Sheppard, Michael Pollack, Ryan Beatty                                                                   | 4:31  |
| 3.  | End of the World                                    | Miley Cyrus, Michael Pollack, Gregory Aldae Hein, Shawn Everett, Jonathan Rado, Molly Rankin, Alec O'Hanley                                    | 4:10  |
| 4.  | More to Lose                                        | Miley Cyrus, Michael Pollack, Autumn Rowe | 4:35  |
| 5.  | Interlude 1                                         | Miley Cyrus, Maxx Morando, Taylor-Sheppard, Shawn Everett, Jonathan Rado, Michael Pollack                                                      | 1:14  |
| 6.  | Easy Lover                                          | Miley Cyrus, Michael Pollack, Ryan Tedder, Omer Fedi                                                                                           | 3:06  |
| 7.  | Interlude 2                                         | Miley Cyrus, Maxx Morando, Shwan Everett, Jonathan Rado, Michael Pollack                                                                       | 1:30  |
| 8.  | Golden Burning Sun                                  | Miley Cyrus, Michael Pollack, Shawn Everett, Jonathan Rado, Bibi Bourelly Tobias Jesso Jr.                                                     | 4:54  |
| 9.  | Walk of Fame" (feat. Brittany Howard)               | Miley Cyrus, Maxx Morando, Michael Pollack, Shawn Everett, Howard, Jonathan Rado                                                               | 6:00  |
| 10. | Pretend You're God                                  | Miley Cyrus, Maxx Morando, Gregory Aldae Hein, Michael Pollack, Andrew Wyatt, Emile Haynie, Everett Rado                                       | 4:39  |
| 11. | Every Girl You've Ever Loved (feat. Naomi Campbell) | Miley Cyrus, Michael Pollack, Shawn Everett, O'Hanley, Jonathan Rado, Marie Davidson, David Dewaele, Stephen Dewaele, Pierre Guerineau, Rankin | 5:18  |
| 12. | Reborn                                              | Miley Cyrus, Gregory Aldae Hein, Michael Pollack, Maxx Morando, Taylor-Sheppard, Shawn Everett, Jonathan Rado, Ethan Shevin, Gold              | 5:42  |
| 13. | Give Me Love                                        | Miley Cyrus, Tom Hull, Tyler Johnson | 3:51  |

Anmerkungen
- Every Girl You've Ever Loved enthält ein Sample von Work It (Soulwax-Remix), geschrieben von Marie Davidson, David Dewaele, Stephen Dewaele und Pierre Guerineau; gesungen von Davidson.

## Singleauskopplungen
| Jahr          | Titel               | Höchstplatzierung, Gesamtwochen, AuszeichnungChartplatzierungen (Jahr, Titel, , Platzierungen, Wochen, Auszeichnungen, Anmerkungen) | Höchstplatzierung, Gesamtwochen, AuszeichnungChartplatzierungen (Jahr, Titel, , Platzierungen, Wochen, Auszeichnungen, Anmerkungen) | Höchstplatzierung, Gesamtwochen, AuszeichnungChartplatzierungen (Jahr, Titel, , Platzierungen, Wochen, Auszeichnungen, Anmerkungen) | Höchstplatzierung, Gesamtwochen, AuszeichnungChartplatzierungen (Jahr, Titel, , Platzierungen, Wochen, Auszeichnungen, Anmerkungen) | Höchstplatzierung, Gesamtwochen, AuszeichnungChartplatzierungen (Jahr, Titel, , Platzierungen, Wochen, Auszeichnungen, Anmerkungen) | Anmerkungen                                              |
| Jahr          | Titel               | DE | AT | CH | UK | US | Anmerkungen                                              |
| ------------- | ------------------- | --- | --- | --- | --- | --- | -------------------------------------------------------- |
| 2025          | End of the World    | DE53 (… Wo.)DE | AT34 (4 Wo.)AT | CH57 (… Wo.)CH | UK23 (… Wo.)UK | US52 (… Wo.)US | Erstveröffentlichung: 4. April 2025                      |
| 2025          | More to Lose        | — | — | — | UK91 (… Wo.)UK | — | Erstveröffentlichung: 9. Mai 2025                        |
| Promo-Singles |                     | | | | | |                                                          |
|               |                     | | | | | |                                                          |
| 2025          | Prelude             | — | — | — | — | — | Erstveröffentlichung: 31. März 2025                      |
| 2025          | Something Beautiful | — | — | — | — | — | Erstveröffentlichung: 31. März 2025                      |
| 2025          | Walk of Fame        | — | — | — | — | — | Erstveröffentlichung: 28. Mai 2025 feat. Brittany Howard |

## Chartplatzierungen
| ChartsChartplatzierungen       | Höchstplatzierung | Wochen |
| ------------------------------ | ----------------- | ------ |
| Deutschland (GfK)              | 4 (5 Wo.)         | 5      |
| Österreich (Ö3)                | 1 (5 Wo.)         | 5      |
| Schweiz (IFPI)                 | 3 (5 Wo.)         | 5      |
| Vereinigte Staaten (Billboard) | 4 (2 Wo.)         | 2      |
| Vereinigtes Königreich (OCC)   | 3 (… Wo.)         | …      |

## Begleitfilm
Der begleitende Musikfilm zum Album wurde von Cyrus selbst, zusammen mit Jacob Bixenman und Brendan Walter geschrieben beziehungsweise gedreht. Produziert wurde er von Columbia Records, Live Nation Entertainment, Sony Music Vision und XYZ Films. Die Premiere ist für den 6. Juni 2025 auf dem Tribeca Festival geplant. Der Film wird am 12. Juni 2025 in den Vereinigten Staaten und Kanada und am 27. Juni 2025 international in die Kinos kommen.

## Rezensionen
Das Album erhielt überwiegend positive Kritiken und erzielte 72 von 100 Punkten bei Metacritic, basierend auf acht Rezensionen.